# Walther Müller
Walther Müller (n. 6 septembrie 1905, Hannover, Reich-ul German – d. 4 decembrie 1979, Walnut Creek⁠(d), California, SUA) a fost un fizician german, cunoscut îndeosebi pentru perfecționarea Contorului Geiger-Müller.

## Biografie
Walther Müller a studiat fizica, chimia și filozofia la Universitatea Christian-Albrecht din Kiel. În 1925, el a devenit primul doctorand al lui Hans Geiger, care tocmai primise un post de profesor la Universitatea din Kiel. Cercetările celor doi în domeniul ionizării gazelor au dus la perfecționarea Contorului Geiger-Müller, un indispensabil instrument de măsură utilizat în fizica nucleară pentru înregistrarea radiațiilor beta și gama.
După o perioadă în care a fost profesor la Universitatea din Tübingen, Walther Müller a lucrat ca fizician în domeniul cercetării și dezvoltării industriale din Germania, apoi în calitate de consilier la laboratoarele de cercetare ale companiei de stat australiane Postmaster-General's Department din Melbourne. Ulterior a activat ca fizician în Statele Unite ale Americii, unde a fondat o companie pentru fabricarea tuburilor Geiger–Müller⁠(en)[traduceți], piesa esențială a contoarelor Geiger-Müller.